# Spanische Badmintonmeisterschaft 1998
Die Spanische Badmintonmeisterschaft 1998 fand in Estepa statt. Es war die 17. Austragung der nationalen Titelkämpfe von Spanien im Badminton.

## Titelträger
| Disziplin    | Sieger                           |
| ------------ | -------------------------------- |
| Herreneinzel | Sergio Llopis                    |
| Dameneinzel  | Dolores Marco                    |
| Herrendoppel | Arturo Ruiz López Ernesto García |
| Damendoppel  | Mercedes Cuenca Ana Ferrer       |
| Mixed        | Sergio Llopis Ana Ferrer         |